# Richard Sakwa
Richard Sakwa (né le 22 août 1953 à Norwich) est un chercheur et politologue britannique. Professeur de politique russe et européenne à l'Université du Kent, il est l'auteur de livres ayant pour thème la politique soviétique et post-soviétique en Europe centrale et de l'Est ainsi qu'en Russie.

## Biographie
Richard Sakwa est professeur émérite de politique russe et américaine. De 2001 à 2007, il a également dirigé le département de politique et de relations internationales de l'université. Il a publié des ouvrages sur les affaires soviétiques, russes et postcommunistes, et a écrit et édité plusieurs livres et articles sur le sujet.
Sakwa a participé au Club Valdaï (un think tank pro-Kremlin), a été membre associé du programme Russie et Eurasie de l'Institut royal des affaires internationales, membre des conseils consultatifs de l'Institut de droit et de politique publique de Moscou et membre de l'Académie des sociétés savantes pour les sciences sociales. Il est commentateur pour la chaine de propagande russe RT(Russia Today) et a pris la parole lors d'événements organisés par l'association Stop the War Coalition, accusée d'être un relais du narratif du Kremlin,.
Son livre Frontline Ukraine traite des origines de la guerre russo-ukrainienne. Il affirme que les conflits dans l'espace post-soviétique sont dus à l'expansionnisme de l'« Europe élargie » occidentale/atlantiste et à l'agression revancharde des États d'Europe de l'Est, les États-Unis et l'OTAN ayant déclenché une nouvelle guerre froide. Le livre met en garde contre le fait que la sécurité européenne devienne « l'otage d'un pays lointain » ; l'Ukraine. Sakwa affirme qu'il est « erroné dans sa conceptualisation et dangereux dans ses conséquences » de décrire la Russie comme un pays expansionniste : « La Russie de M. Poutine n'est pas un État qui s'empare des territoires, c'est une puissance profondément conservatrice et ses actions sont conçues pour maintenir le statu quo... [La Russie] ne prétend pas réviser l'ordre international existant, mais le rendre plus inclusif et universel. ». Sakwa affirme que les guerres de la Russie avec la Géorgie sont des guerres défensives contre l'expansionnisme de l'OTAN.
Son livre Deception, paru en 2021, affirme que les enquêtes sur le Russiagate - les allégations de collusion entre Donald Trump et la Russie pour remporter l'élection présidentielle américaine de 2016 - étaient politiquement biaisées et basées sur des documents non vérifiés. Il affirme que les enquêtes ont polarisé les États-Unis et politisé la communauté du renseignement, ce qui a grandement nui au pays et a envenimé les relations entre les États-Unis et la Russie.